# Miguel Abadía Méndez

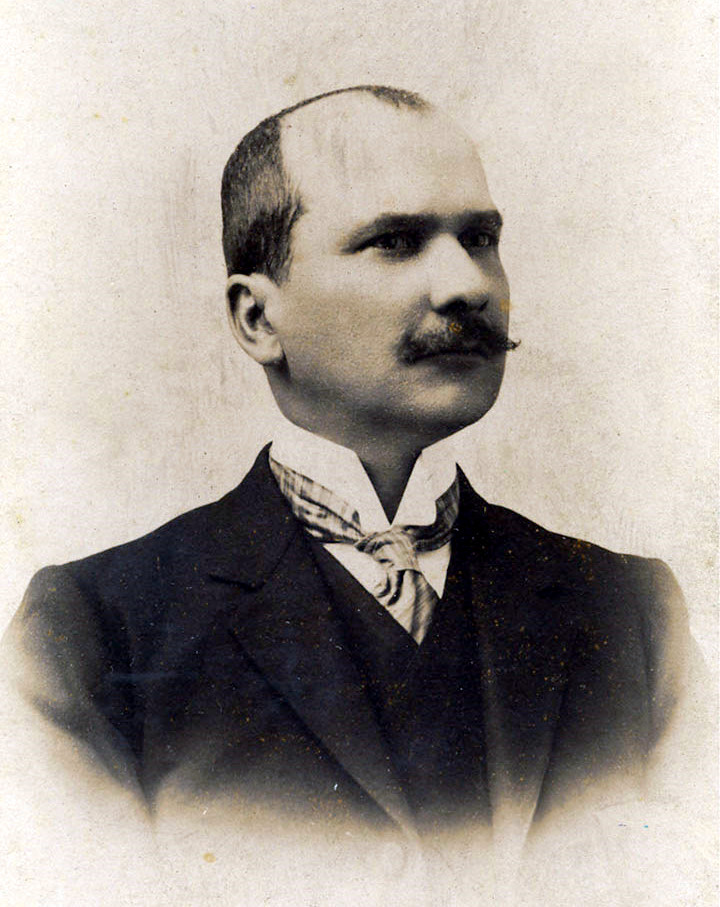
Miguel Abadía Méndez

Miguel Abadía Méndez (* 5. Juni 1867 in La Vega de los Padres, Coello, Tolima, Vereinigte Staaten von Kolumbien; † 15. Mai 1947 in La Unión, Choachí, Departamento de Cundinamarca, Kolumbien) war ein kolumbianischer Politiker der Partido Conservador Colombiano und Diplomat, der unter anderem zwischen 1926 und 1930 Präsident der Republik Kolumbien war.

## Leben

### Studium, Minister und Diplomat
Miguel Abadía Méndez begann nach dem Besuch des Colegio del Espíritu Santo in Bogotá ein Studium an der Universidad Católica de Colombia und setzte dieses an der Colegio Mayor de Nuestra Señora del Rosario fort, wo er 1888 einen Doktor der Rechte sowie Doktor der Politikwissenschaften erwarb. Bereits ein Jahr zuvor wurde er 1887 Redakteur der Wochenzeitung El Ensayo sowie von El Colombiano. Während der Amtszeit von Präsident José Manuel Marroquín fungierte er von 1900 bis 1901 zuerst als Minister für öffentlichen Unterricht (Ministro de Instrucción Pública) sowie zwischen dem 6. Juli 1901 und dem 4. April 1902 als Finanzminister (Ministro de Hacienda). Als solcher war er zugleich zwischen 1901 und 1902 kommissarischer Außenminister (Ministro de Relaciones Exteriores). Im Anschluss fungierte er von 1902 bis 1904 als Gesandter in Chile, Gesandter in Argentinien sowie Gesandter in Brasilien.
Während der Amtszeit von Präsident Ramón González Valencia bekleidete er zwischen dem 11. Dezember 1909 und dem 7. August 1910 zum ersten Mal das Amt des Innenministers (Ministro de Gobierno). Das Amt des Innenministers hatte er vom 7. August 1914 bis zum 7. August 1918 auch in der Regierung von Staatspräsident José Vicente Concha inne. Während der Amtszeit von Präsident Marco Fidel Suárez fungierte er zwischen dem 3. Mai 1919 und dem 19. September 1921 abermals als Minister für öffentlichen Unterricht. Er war zwischen dem 2. Januar 1924 und dem 8. Juni 1925 in der Regierung von Präsident Pedro Nel Ospina erneut Innenminister.

### Präsident 1926 bis 1930
Bei der Präsidentschaftswahl am 14. Februar 1926 bekam Abadía Méndez 370.493 Stimmen (99,88 Prozent), während sein Gegenkandidat, der ehemalige General und Minister Alfredo Vásquez Cobo nur 431 Stimmen (0,12 Prozent) erhielt. Als Nachfolger von Pedro Nel Ospina übernahm er schließlich am 7. August 1926 selbst das Amt als Präsident der Republik Kolumbien und hatte dieses für eine vierjährige Amtszeit bis zum 7. August 1930 inne, woraufhin Enrique Olaya Herrera seine Nachfolge antrat.
Seine Amtszeit war von großen wirtschaftlichen Problemen geprägt: Er musste auf ein Darlehen in Höhe von 10 Millionen Pesos zurückgreifen, um die wichtigsten öffentlichen Arbeiten nicht zu stoppen. Später eröffnete er eine Ausschreibung für ein neues öffentliches Darlehen in Höhe von 60 Millionen Pesos, das von einem nordamerikanischen Unternehmen gewährt wurde. 1928 unterzeichnete seine Regierung ein weiteres Darlehen über 35 Millionen Euro, das für verschiedene Infrastrukturmaßnahmen wie Eisenbahnen, Autobahnen und Häfen bestimmt war. 1929 musste sich die Regierung der weltwirtschaftlichen Rezession stellen, die Kolumbien ernsthaft traf, da eine Finanz- und Produktionslähmung drohte. Wie sein Vorgänger, General Pedro Nel Ospina, nutzte Präsident Abadía Méndez den Rückgriff auf Auslandsmissionen, um die Institutionen zu reformieren.
1927 traf eine italienische Delegation ein, um das Strafvollzugsverwaltung zu reformieren und die Kriminalität zu kontrollieren, konnte jedoch ihre Ziele nicht erreichen. Die internationalen Beziehungen in seiner Amtszeit nahmen einen herausragenden Platz ein. Abadía gelang es, drei diplomatischen Fragen ein Ende zu setzen, die Kolumbien betrafen:
- Mit dem Austausch der Ratifikationen des Lozano-Salomón-Vertrags, der am 24. März 1922 unterzeichnet und am 19. März 1928 ratifiziert wurde, wurden die Grenzstreitigkeiten mit Peru normalisiert.
- Die Grenzstreitigkeit mit Brasilien wurden durch den vom brasilianischen Außenminister Octávio Mangabeira und dem bevollmächtigten Gesandten Kolumbiens in Brasilien, Laureano García Ortiz, am 15. November 1928 unterzeichneten Vertrag beigelegt.
- Durch den mit Nicaragua am 24. März 1928 unterzeichneten Esguerra-Bárcenas-Vertrag wurde die kolumbianische Souveränität über den Archipel von San Andrés und Providencia sowie Santa Catalina ratifiziert.

Während der Regierung von Miguel Abadía Méndez wurde schließlich die öffentliche Ordnung ernsthaft beeinträchtigt, unter anderem weil Gewerkschaftsaktivitäten verfolgt und unterdrückt wurden. In diesem Rahmen kam es am 6. Dezember 1928 zum sogenannten „Bananenmassaker“ (Masacre de las Bananeras), eine militärische Niederschlagung des Arbeitskonflikt zwischen der United Fruit Company und ihren Arbeitern. Dieses und andere Ereignisse während der Regierungszeit von Abadía Méndez führten zur Schwäche der Konservativen Partei und ermöglichten 1930 den Sieg der Partido Liberal Colombiano unter Enrique Olaya Herrera.